# Överfallsvärn
Överfallsvärn är en nivåreglerande konstruktion, där allt vatten rinner över en kant. Överfallsvärnet är effektivt sätt att kunna reglera vattenytan uppströms överfallsvärnet, vilket då kan ske genom att plocka bort eller lägga till plankor på överfallsvärnet. Är däremot flödet till eller från en damm eller sjö av primärt intresse, är ett bottenutskov en klart bättre lösning.

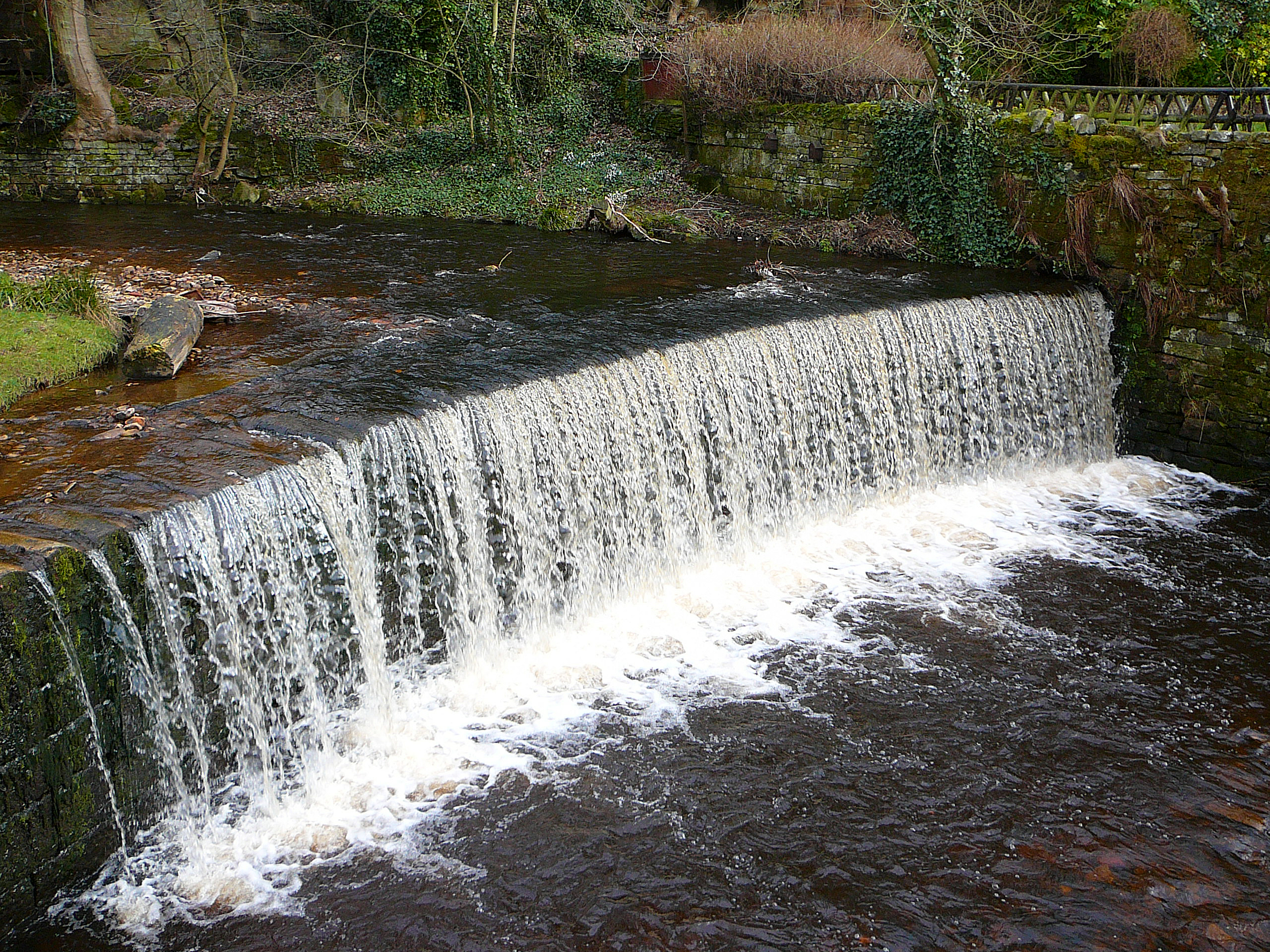
Ett överfallsvärn i Storbritannien.

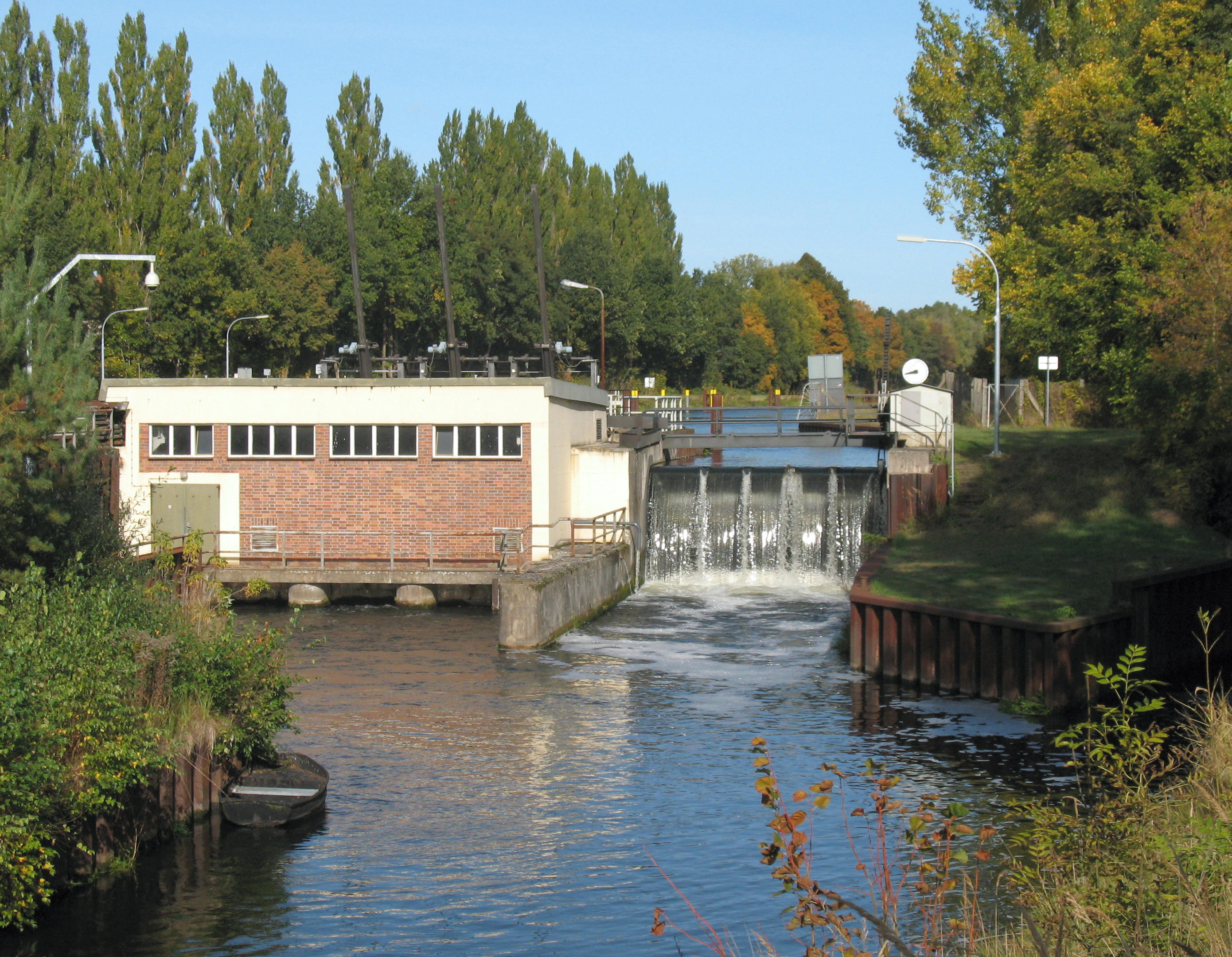
Ett överfallsvärn vid en sluss i Tyskland.

Ett överfallsvärn kan också användas för att mäta flödet i till exempel en bäck eller en å. Flödet är nämligen en funktion av höjdskillnaden mellan den opåverkade vattenytan uppströms överfallsvärnet och värnets krön (där vattnet strömmar över värnet). Man mäter alltså upp höjdskillnaden och räknar sedan fram det aktuella flödet utifrån den uppmätta höjdskillnaden. SMHI använder ofta överfallsvärn i sina hydrologiska mätstationer. Överfallsvärn utgör ofta vandringshinder för lekvandrande fisk som asp, gädda, ål, öring och lax.

## Olika typer av överfallsvärn
Det finns ett flertal olika typer av överfallsvärn, beroende på syftet med överfallsvärnet. 

### Rektangulära överfallsvärn
Rektangulära överfallsvärn är vanligast när huvudsyftet är att kunna reglera vattennivån. Ofta används lösa plankor för detta ändamål. Plankornas båda ändar är nedkörda i fasta u-balkar. Ska vattenytan sänkas, plockas en eller flera plankor bort. Ska vattenytan däremot höjas, sätts ytterligare några plankor ner i u-balkarna.

### Triangulära överfallsvärn
Triangulära överfallsvärn är vanligast när huvudsyftet är flödesmätning. Den spetsiga sidan är då alltid neråt, vilket gör att man får god pejl på både låga flöden och höga flöden. 

#### Thomson-överfallsvärn
Ett specialfall av de triangulära överfallen är det så kallade thomsonöverfallsvärnet eller thomsonvärnet, där öppningsvinkeln är exakt 90 grader.

## Kombinerade överfallsvärn
Ibland kombineras olika typer av överfallsvärn, för att kunna optimeras för alla tänkbara situationer. Vid nivåreglering av en sjö eller damm, kan värnet delas upp i två delar. En smalare del med plankor, som används för nivåregleringar vid lågvattenföringar och medelvattenföringar och en betydligt bredare del (säkerhetsvärnet), som används för att minska översvämningarna vid högvattenföring.
Överfallsvärnen vid SMHI:s hydrologiska stationer är ett kombinerat överfallsvärn med ett thomsomvärn i mitten och så småningom en betydligt bredare sektionsökning.

## Flödesekvationer
Allmän formel:
{\displaystyle Q=c\cdot \mu \cdot A(h)\cdot {\sqrt {2\cdot g\cdot h}}}
där 
Q = flöde (m³/s)
c = integralkonstant (-)
μ = utströmningskoefficient (-)
g = tyngdaccelerationen (9,82 m/s2)
h = höjdskillnad mellan värnets krön och den opåverkade vattenytan uppströms värnet (m)
A(h) = den våta tvärsnittsarean som en funktion av höjden (m²)
Rektangulära överfallsvärn (Polenis formel):
{\displaystyle Q={\dfrac {2}{3}}\cdot b\cdot \mu \cdot h^{1,5}\cdot {\sqrt {2\cdot g}}}
där
b = krönbredd (m)
Triangulära överfallsvärn:
{\displaystyle Q={\dfrac {8}{15}}\cdot \tan {\frac {\alpha }{2}}\cdot \mu \cdot h^{2,5}\cdot {\sqrt {2\cdot g}}}
där
α = öppningsvinkeln på det triangulära överfallsvärnet. Om α = 90 grader erhålls ett thomsonvärn.
Thomssonvärn:  
{\displaystyle Q={\dfrac {8}{15}}\cdot \mu \cdot h^{2,5}\cdot {\sqrt {2\cdot g}}}

### Utströmningskoefficientens värde
Värdet på utströmningskoefficienten, μ, varierar dels beroende på krönets utformning och dels beroende om vattenstrålen är luftad eller ej. Breda och rundade krön kan i extrema fall öka μ-värdet med 20-30 %, jämfört med riktigt smala och skarpkantade värn. För luftade vattenstrålar brukar μ hamna runt ca 0,6. För icke luftade vattenstrålar bildas ett undertryck, varpå värdet på μ kan stiga ända upp till ca 0,8. 
Utströmningskoefficienten kan dela upp i en friktionskoefficient (μf) och en kontraktionskoefficient (μc):
{\displaystyle \mu =\mu _{f}\cdot \mu _{c}}
där
μ = total utströmningskoefficient (-)
μf = friktionskoefficient (-)
μc = kontraktionskoefficient vid vena contracta (-)
Både friktionskoefficienten (μf) och kontraktionskoefficienten (μc) behöver bestämmas experimentellt. Ofta hamnar friktionskoefficienten inom intervallet 0,95 < μf < 0,99 och kontraktionskoefficienten inom intervallet 0,61 < μc 0,65. 